# Eita Village (ort i Tabiteuea)
Eita Village är en ort i Kiribati.   Den ligger i örådet Tabiteuea och ögruppen Gilbertöarna, i den sydöstra delen av landet, 300 km sydost om huvudstaden Tarawa. Eita Village ligger 10 meter över havet och antalet invånare är 814. Den ligger på ön Eanikai.
Terrängen runt Eita Village är mycket platt.  Eita Village är det största samhället i trakten. 